# Équipe de Colombie de football à la Coupe du monde 2014
Cet article relate le parcours de l’équipe de Colombie de football lors de la Coupe du monde de football 2014 organisée au Brésil du 12 juin au 13 juillet 2014.

## Effectif
Le sélectionneur José Pékerman a annoncé les 23 noms de sa liste définitive.
| Numéro / Nom       | Numéro / Nom           | Club              | Date de naissance | J.              | Buts            |                 |                 |                 |
| Gardiens de but    | Gardiens de but        | Gardiens de but   | Gardiens de but   | Gardiens de but | Gardiens de but | Gardiens de but | Gardiens de but | Gardiens de but |
| ------------------ | ---------------------- | ----------------- | ----------------- | --------------- | --------------- | --------------- | --------------- | --------------- |
| 22                 | Faryd Mondragón        | Deportivo Cali    | 21.06.1971        | 1               | 0               | 0               | 0               | 0               |
| 1                  | David Ospina           | OGC Nice          | 31.08.1988        | 5               | 0               | 0               | 0               | 0               |
| 12                 | Camilo Vargas          | Santa Fe          | 09.01.1989        | 0               | 0               | 0               | 0               | 0               |
| Défenseurs         |                        |                   |                   |                 |                 |                 |                 |                 |
| 3                  | Mario Yepes            | Atalanta Bergame  | 13.01.1976        | 3               | 0               | 1               | 0               | 0               |
| 18                 | Juan Camilo Zúñiga     | SSC Naples        | 14.12.1985        | 4               | 0               | 0               | 0               | 0               |
| 7                  | Pablo Armero           | West Ham United   | 02.11.1986        | 5               | 1               | 1               | 0               | 0               |
| 2                  | Cristián Zapata        | AC Milan          | 30.09.1986        | 4               | 0               | 0               | 0               | 0               |
| 4                  | Santiago Arias         | PSV Eindhoven     | 13.01.1992        | 3               | 0               | 0               | 0               | 0               |
| 16                 | Éder Álvarez Balanta   | River Plate       | 28.02.1993        | 1               | 0               | 0               | 0               | 0               |
| 23                 | Carlos Valdés          | San Lorenzo       | 22.05.1985        | 1               | 0               | 0               | 0               | 0               |
| Milieux de terrain |                        |                   |                   |                 |                 |                 |                 |                 |
| 13                 | Fredy Guarín           | Inter Milan       | 30.06.1986        | 3               | 0               | 1               | 0               | 0               |
| 8                  | Abel Aguilar           | Toulouse FC       | 06.01.1985        | 3               | 0               | 0               | 0               | 0               |
| 6                  | Carlos Sánchez         | Elche             | 06.02.1986        | 4               | 0               | 1               | 0               | 0               |
| 5                  | Carlos Carbonero       | River Plate       | 25.07.1990        | 1               | 0               | 0               | 0               | 0               |
| 11                 | Juan Cuadrado          | ACF Fiorentina    | 26.05.1988        | 5               | 1               | 0               | 0               | 0               |
| 10                 | James Rodríguez        | AS Monaco         | 12.07.1991        | 5               | 6               | 1               | 0               | 0               |
| 15                 | Alexander Mejía        | Atlético Nacional | 07.09.1988        | 4               | 0               | 0               | 0               | 0               |
| 20                 | Juan Fernando Quintero | FC Porto          | 18.01.1993        | 3               | 1               | 0               | 0               | 0               |
| Attaquants         |                        |                   |                   |                 |                 |                 |                 |                 |
| 9                  | Teófilo Gutiérrez      | River Plate       | 17.05.1985        | 4               | 1               | 0               | 0               | 0               |
| 21                 | Jackson Martínez       | FC Porto          | 03.10.1986        | 3               | 2               | 0               | 0               | 0               |
| 19                 | Adrián Ramos           | Hertha Berlin     | 22.01.1986        | 3               | 0               | 0               | 0               | 0               |
| 17                 | Carlos Bacca           | Séville FC        | 18.09.1986        | 1               | 0               | 0               | 0               | 0               |
| 14                 | Victor Ibarbo          | Cagliari          | 19.05.1990        | 4               | 0               | 0               | 0               | 0               |
| Sélectionneur      |                        |                   |                   |                 |                 |                 |                 |                 |
|                    | José Pékerman          |                   | 03.09.1949        |                 |                 |                 |                 |                 |

### Qualification

#### Championnat
| Rang | Équipe    | Pts | J  | G | N | P  | Bp | Bc | Diff |  | Résultats (▼ dom., ► ext.) |     |     |     |     |     |     |     |     |     |
| ---- | --------- | --- | -- | - | - | -- | -- | -- | ---- |  | -------------------------- | --- | --- | --- | --- | --- | --- | --- | --- | --- |
| 1    | Argentine | 32  | 16 | 9 | 5 | 2  | 35 | 15 | +20  |  | Argentine                  |     | 0-0 | 4-1 | 4-0 | 3-0 | 3-0 | 3-1 | 1-1 | 3-1 |
| 2    | Colombie  | 30  | 16 | 9 | 3 | 4  | 27 | 13 | +14  |  | Colombie                   | 1-2 |     | 3-3 | 1-0 | 4-0 | 1-1 | 2-0 | 5-0 | 2-0 |
| 3    | Chili     | 28  | 16 | 9 | 1 | 6  | 29 | 25 | +4   |  | Chili                      | 1-3 | 1-3 |     | 2-1 | 2-0 | 3-0 | 4-2 | 3-1 | 2-0 |
| 4    | Équateur  | 25  | 16 | 7 | 4 | 5  | 20 | 16 | +4   |  | Équateur                   | 1-1 | 1-0 | 3-1 |     | 1-0 | 2-0 | 2-0 | 1-0 | 4-1 |
| 5    | Uruguay   | 25  | 16 | 7 | 4 | 5  | 25 | 25 | 0    |  | Uruguay                    | 3-2 | 2-0 | 4-0 | 1-1 |     | 1-1 | 4-2 | 4-2 | 1-1 |
| 6    | Venezuela | 20  | 16 | 5 | 5 | 6  | 14 | 20 | -6   |  | Venezuela                  | 1-0 | 1-0 | 0-2 | 1-1 | 0-1 |     | 3-2 | 1-0 | 1-1 |
| 7    | Pérou     | 15  | 16 | 4 | 3 | 9  | 17 | 26 | -9   |  | Pérou                      | 1-1 | 0-1 | 1-0 | 1-0 | 1-2 | 2-1 |     | 1-1 | 2-0 |
| 8    | Bolivie   | 12  | 16 | 2 | 6 | 8  | 17 | 30 | -13  |  | Bolivie                    | 1-1 | 1-2 | 0-2 | 1-1 | 4-1 | 1-1 | 1-1 |     | 3-1 |
| 9    | Paraguay  | 12  | 16 | 3 | 3 | 10 | 17 | 31 | -14  |  | Paraguay                   | 2-5 | 1-2 | 1-2 | 2-1 | 1-1 | 0-2 | 1-0 | 4-0 |     |

| 1er match                                                   | Bolivie    | 1 – 2   | Colombie                 |                                                                                 |                                                                                 |
| 11 octobre 2011 · 16 h 00 UTC-4 · Historique des rencontres | Flores 85e | (0 - 0) | 48e Pabón · 90+3e Falcao | Estadio Hernando Siles, La Paz Spectateurs : 33 155 Arbitrage : Carlos Amarilla | Estadio Hernando Siles, La Paz Spectateurs : 33 155 Arbitrage : Carlos Amarilla |
| 11 octobre 2011 · 16 h 00 UTC-4 · Historique des rencontres | Rapport    |         |                          | Estadio Hernando Siles, La Paz Spectateurs : 33 155 Arbitrage : Carlos Amarilla | Estadio Hernando Siles, La Paz Spectateurs : 33 155 Arbitrage : Carlos Amarilla |

| 2e match                                                     | Colombie   | 1 – 1   | Venezuela        | | |
| 11 novembre 2011 · 19 h 00 UTC-5 · Historique des rencontres | Guarín 11e | (1 - 0) | 78e F. Feltscher | Stade Metropolitano Roberto Meléndez, Barranquilla Spectateurs : 43 953 Arbitrage : Omar Ponce (en) | Stade Metropolitano Roberto Meléndez, Barranquilla Spectateurs : 43 953 Arbitrage : Omar Ponce (en) |
| 11 novembre 2011 · 19 h 00 UTC-5 · Historique des rencontres | Rapport    |         |                  | Stade Metropolitano Roberto Meléndez, Barranquilla Spectateurs : 43 953 Arbitrage : Omar Ponce (en) | Stade Metropolitano Roberto Meléndez, Barranquilla Spectateurs : 43 953 Arbitrage : Omar Ponce (en) |

| 3e match                                                     | Colombie  | 1 – 2   | Argentine              | | |
| 15 novembre 2011 · 16 h 00 UTC-5 · Historique des rencontres | Pabón 44e | (1 - 0) | 60e Messi · 83e Agüero | Stade Metropolitano Roberto Meléndez, Barranquilla Spectateurs : 49 600 Arbitrage : Sálvio Fagundes | Stade Metropolitano Roberto Meléndez, Barranquilla Spectateurs : 49 600 Arbitrage : Sálvio Fagundes |
| 15 novembre 2011 · 16 h 00 UTC-5 · Historique des rencontres | Rapport   |         |                        | Stade Metropolitano Roberto Meléndez, Barranquilla Spectateurs : 49 600 Arbitrage : Sálvio Fagundes | Stade Metropolitano Roberto Meléndez, Barranquilla Spectateurs : 49 600 Arbitrage : Sálvio Fagundes |

| 4e match                                                | Pérou   | 0 – 1   | Colombie         |                                                                       |                                                                       |
| 3 juin 2012 · 17 h 00 UTC-5 · Historique des rencontres |         | (0 - 0) | 51e J. Rodríguez | Estadio Nacional, Lima Spectateurs : 35 724 Arbitrage : Néstor Pitana | Estadio Nacional, Lima Spectateurs : 35 724 Arbitrage : Néstor Pitana |
| 3 juin 2012 · 17 h 00 UTC-5 · Historique des rencontres | Rapport |         |                  | Estadio Nacional, Lima Spectateurs : 35 724 Arbitrage : Néstor Pitana | Estadio Nacional, Lima Spectateurs : 35 724 Arbitrage : Néstor Pitana |

| 5e match                                                 | Équateur       | 1 – 0   | Colombie |                                                                                  |                                                                                  |
| 10 juin 2012 · 16 h 00 UTC-5 · Historique des rencontres | C. Benítez 53e | (0 - 0) |          | Estadio Olímpico Atahualpa, Quito Spectateurs : 37 353 Arbitrage : Wilson Seneme | Estadio Olímpico Atahualpa, Quito Spectateurs : 37 353 Arbitrage : Wilson Seneme |
| 10 juin 2012 · 16 h 00 UTC-5 · Historique des rencontres | Rapport        |         |          | Estadio Olímpico Atahualpa, Quito Spectateurs : 37 353 Arbitrage : Wilson Seneme | Estadio Olímpico Atahualpa, Quito Spectateurs : 37 353 Arbitrage : Wilson Seneme |

| 6e match                                                     | Colombie                                      | 4 – 0   | Uruguay | | |
| 7 septembre 2012 · 15 h 30 UTC-5 · Historique des rencontres | Falcao 2e · T. Gutiérrez 47e 51e · Zúñiga 90e | (1 - 0) |         | Stade Metropolitano Roberto Meléndez, Barranquilla Spectateurs : 45 000 Arbitrage : Héber Lopes (en) | Stade Metropolitano Roberto Meléndez, Barranquilla Spectateurs : 45 000 Arbitrage : Héber Lopes (en) |
| 7 septembre 2012 · 15 h 30 UTC-5 · Historique des rencontres | Rapport                                       |         |         | Stade Metropolitano Roberto Meléndez, Barranquilla Spectateurs : 45 000 Arbitrage : Héber Lopes (en) | Stade Metropolitano Roberto Meléndez, Barranquilla Spectateurs : 45 000 Arbitrage : Héber Lopes (en) |

| 7e match                                                      | Chili         | 1 – 3   | Colombie                                         |                                                                                                   |                                                                                                   |
| 11 septembre 2012 · 16 h 30 UTC-3 · Historique des rencontres | Fernández 41e | (1 - 0) | 58e J. Rodríguez · 73e Falcao · 76e T. Gutiérrez | Estadio Monumental David Arellano, Santiago Spectateurs : 38 000 Arbitrage : Víctor Hugo Carrillo | Estadio Monumental David Arellano, Santiago Spectateurs : 38 000 Arbitrage : Víctor Hugo Carrillo |
| 11 septembre 2012 · 16 h 30 UTC-3 · Historique des rencontres | Rapport       |         |                                                  | Estadio Monumental David Arellano, Santiago Spectateurs : 38 000 Arbitrage : Víctor Hugo Carrillo | Estadio Monumental David Arellano, Santiago Spectateurs : 38 000 Arbitrage : Víctor Hugo Carrillo |

| 8e match                                                    | Colombie       | 2 – 0   | Paraguay | | |
| 12 octobre 2012 · 15 h 30 UTC-5 · Historique des rencontres | Falcao 52e 89e | (0 - 0) |          | Stade Metropolitano Roberto Meléndez, Barranquilla Spectateurs : 45 000 Arbitrage : Sergio Pezzotta | Stade Metropolitano Roberto Meléndez, Barranquilla Spectateurs : 45 000 Arbitrage : Sergio Pezzotta |
| 12 octobre 2012 · 15 h 30 UTC-5 · Historique des rencontres | Rapport        |         |          | Stade Metropolitano Roberto Meléndez, Barranquilla Spectateurs : 45 000 Arbitrage : Sergio Pezzotta | Stade Metropolitano Roberto Meléndez, Barranquilla Spectateurs : 45 000 Arbitrage : Sergio Pezzotta |

| 9e match                                                 | Colombie                                                               | 5 – 0   | Bolivie |                                                                                                 |                                                                                                 |
| 22 mars 2013 · 15 h 00 UTC-5 · Historique des rencontres | Torres 20e · Valdés 49e · T. Gutiérrez 62e · Falcao 86e · Armero 90+2e | (1 - 0) |         | Stade Metropolitano Roberto Meléndez, Barranquilla Spectateurs : 40 478 Arbitrage : Carlos Vera | Stade Metropolitano Roberto Meléndez, Barranquilla Spectateurs : 40 478 Arbitrage : Carlos Vera |
| 22 mars 2013 · 15 h 00 UTC-5 · Historique des rencontres | Rapport                                                                |         |         | Stade Metropolitano Roberto Meléndez, Barranquilla Spectateurs : 40 478 Arbitrage : Carlos Vera | Stade Metropolitano Roberto Meléndez, Barranquilla Spectateurs : 40 478 Arbitrage : Carlos Vera |

| 10e match                                                   | Venezuela  | 1 – 0   | Colombie |                                                                                            |                                                                                            |
| 26 mars 2013 · 19 h 30 UTC-4:30 · Historique des rencontres | Rondón 14e | (1 - 0) |          | Polideportivo Cachamay, Ciudad Guayana Spectateurs : 41 250 Arbitrage : Antonio Arias (en) | Polideportivo Cachamay, Ciudad Guayana Spectateurs : 41 250 Arbitrage : Antonio Arias (en) |
| 26 mars 2013 · 19 h 30 UTC-4:30 · Historique des rencontres | Rapport    |         |          | Polideportivo Cachamay, Ciudad Guayana Spectateurs : 41 250 Arbitrage : Antonio Arias (en) | Polideportivo Cachamay, Ciudad Guayana Spectateurs : 41 250 Arbitrage : Antonio Arias (en) |

| 11e match                                               | Argentine | 0 – 0   | Colombie | | |
| 7 juin 2013 · 19 h 05 UTC-3 · Historique des rencontres |           | (0 - 0) |          | Stade Monumental Antonio Vespucio Liberti, Buenos Aires Spectateurs : 44 807 Arbitrage : Marlon Escalante (en) | Stade Monumental Antonio Vespucio Liberti, Buenos Aires Spectateurs : 44 807 Arbitrage : Marlon Escalante (en) |
| 7 juin 2013 · 19 h 05 UTC-3 · Historique des rencontres | Rapport   |         |          | Stade Monumental Antonio Vespucio Liberti, Buenos Aires Spectateurs : 44 807 Arbitrage : Marlon Escalante (en) | Stade Monumental Antonio Vespucio Liberti, Buenos Aires Spectateurs : 44 807 Arbitrage : Marlon Escalante (en) |

| 12e match                                                | Colombie                             | 2 – 0   | Pérou |                                                                                                  |                                                                                                  |
| 11 juin 2013 · 15 h 30 UTC-5 · Historique des rencontres | Falcao 12e (pen.) · T. Gutiérrez 45e | (2 - 0) |       | Stade Metropolitano Roberto Meléndez, Barranquilla Spectateurs : 42 265 Arbitrage : Sandro Ricci | Stade Metropolitano Roberto Meléndez, Barranquilla Spectateurs : 42 265 Arbitrage : Sandro Ricci |
| 11 juin 2013 · 15 h 30 UTC-5 · Historique des rencontres | Rapport                              |         |       | Stade Metropolitano Roberto Meléndez, Barranquilla Spectateurs : 42 265 Arbitrage : Sandro Ricci | Stade Metropolitano Roberto Meléndez, Barranquilla Spectateurs : 42 265 Arbitrage : Sandro Ricci |

| 13e match                                                    | Colombie         | 1 – 0   | Équateur | | |
| 6 septembre 2013 · 17 h 00 UTC-5 · Historique des rencontres | J. Rodríguez 30e | (1 - 0) |          | Stade Metropolitano Roberto Meléndez, Barranquilla Spectateurs : 46 000 Arbitrage : Héber Lopes (en) | Stade Metropolitano Roberto Meléndez, Barranquilla Spectateurs : 46 000 Arbitrage : Héber Lopes (en) |
| 6 septembre 2013 · 17 h 00 UTC-5 · Historique des rencontres | Rapport          |         |          | Stade Metropolitano Roberto Meléndez, Barranquilla Spectateurs : 46 000 Arbitrage : Héber Lopes (en) | Stade Metropolitano Roberto Meléndez, Barranquilla Spectateurs : 46 000 Arbitrage : Héber Lopes (en) |

| 14e match                                                     | Uruguay                 | 2 – 0   | Colombie |                                                                                  |                                                                                  |
| 10 septembre 2013 · 19 h 00 UTC-3 · Historique des rencontres | Cavani 77e · Stuani 80e | (0 - 0) |          | Stade Centenario, Montevideo Spectateurs : 51 000 Arbitrage : Antonio Arias (en) | Stade Centenario, Montevideo Spectateurs : 51 000 Arbitrage : Antonio Arias (en) |
| 10 septembre 2013 · 19 h 00 UTC-3 · Historique des rencontres | Rapport                 |         |          | Stade Centenario, Montevideo Spectateurs : 51 000 Arbitrage : Antonio Arias (en) | Stade Centenario, Montevideo Spectateurs : 51 000 Arbitrage : Antonio Arias (en) |

| 15e match                                                   | Colombie                                        | 3 – 3   | Chili                              | | |
| 11 octobre 2013 · 16 h 00 UTC-5 · Historique des rencontres | T. Gutiérrez 69e · Falcao 74e (pen.) 83e (pen.) | (0 - 3) | 18e (pen.) Vidal · 21e 29e Sánchez | Stade Metropolitano Roberto Meléndez, Barranquilla Spectateurs : 40 388 Arbitrage : Paulo de Oliveira | Stade Metropolitano Roberto Meléndez, Barranquilla Spectateurs : 40 388 Arbitrage : Paulo de Oliveira |
| 11 octobre 2013 · 16 h 00 UTC-5 · Historique des rencontres | Rapport                                         |         |                                    | Stade Metropolitano Roberto Meléndez, Barranquilla Spectateurs : 40 388 Arbitrage : Paulo de Oliveira | Stade Metropolitano Roberto Meléndez, Barranquilla Spectateurs : 40 388 Arbitrage : Paulo de Oliveira |

| 16e match                                                   | Paraguay    | 1 – 2   | Colombie      |                                                                                   |                                                                                   |
| 15 octobre 2013 · 20 h 30 UTC-3 · Historique des rencontres | J. Rojas 7e | (1 - 1) | 38e 56e Yepes | Estadio Defensores del Chaco, Asuncion Spectateurs : 7 142 Arbitrage : Diego Abal | Estadio Defensores del Chaco, Asuncion Spectateurs : 7 142 Arbitrage : Diego Abal |
| 15 octobre 2013 · 20 h 30 UTC-3 · Historique des rencontres | Rapport     |         |               | Estadio Defensores del Chaco, Asuncion Spectateurs : 7 142 Arbitrage : Diego Abal | Estadio Defensores del Chaco, Asuncion Spectateurs : 7 142 Arbitrage : Diego Abal |

#### Buteurs
| Pos | Joueur             | Club             | Buts |
| --- | ------------------ | ---------------- | ---- |
| 1   | Radamel Falcao     | AS Monaco        | 9    |
| 2   | Teófilo Gutiérrez  | River Plate      | 6    |
| 3   | James Rodríguez    | AS Monaco        | 3    |
| 4   | Dorlan Pabón       | Valence CF       | 2    |
| 4   | Mario Yepes        | Atalanta Bergame | 2    |
| 5   | Pablo Armero       | SSC Naples       | 1    |
| 5   | Fredy Guarín       | Inter Milan      | 1    |
| 5   | Macnelly Torres    | Al-Shabab        | 1    |
| 5   | Carlos Valdés      | Santa Fe         | 1    |
| 5   | Juan Camilo Zúñiga | SSC Naples       | 1    |

## Joueurs et encadrement
Voici la liste de joueurs sélectionnés pour disputer les matchs amicaux contre la Belgique et les Pays-Bas les 14 et 19 novembre 2013
Sélections et buts actualisés le 19 novembre 2013.
| N° | Pos. | Nom                     | Date de naissance  | Sélections | Buts | Club              |
| -- | ---- | ----------------------- | ------------------ | ---------- | ---- | ----------------- |
|    | GB   | Camilo Vargas           | 1er septembre 1989 | 0          | 0    | Santa Fe          |
|    |      |                         |                    |            |      |                   |
|    | DF   | Luis Amaranto Perea     | 30 janvier 1979    | 74         | 0    | Cruz Azul         |
|    | DF   | Pablo Armero            | 2 novembre 1986    | 49         | 1    | SSC Naples        |
|    | DF   | Cristián Zapata         | 30 septembre 1986  | 20         | 0    | AC Milan          |
|    | DF   | Carlos Valdés           | 22 mai 1985        | 12         | 2    | Santa Fe          |
|    | DF   | Santiago Arias          | 13 janvier 1992    | 3          | 0    | PSV Eindhoven     |
|    | DF   | Stefan Medina           | 14 juin 1992       | 2          | 0    | Atlético Nacional |
|    | DF   | Éder Álvarez Balanta    | 28 février 1993    | 0          | 0    | River Plate       |
|    |      |                         |                    |            |      |                   |
|    | ML   | Fredy Guarín            | 30 juin 1986       | 47         | 3    | Inter Milan       |
|    | ML   | Abel Aguilar            | 6 janvier 1985     | 46         | 6    | Toulouse          |
|    | ML   | Carlos Sánchez          | 6 février 1986     | 43         | 0    | Elche             |
|    | ML   | Macnelly Torres         | 1er novembre 1984  | 38         | 3    | Al-Shabab         |
|    | ML   | Aldo Leão Ramírez       | 18 avril 1981      | 28         | 1    | Morelia           |
|    | ML   | Juan Guillermo Cuadrado | 26 mai 1988        | 25         | 3    | Fiorentina        |
|    | ML   | James Rodríguez         | 12 juillet 1991    | 20         | 3    | AS Monaco         |
|    | ML   | Edwin Valencia          | 29 mars 1985       | 11         | 0    | Fluminense        |
|    | ML   | Alexander Mejía         | 7 septembre 1988   | 8          | 0    | Atlético Nacional |
|    | ML   | Victor Ibarbo           | 19 mai 1990        | 6          | 1    | Cagliari          |
|    |      |                         |                    |            |      |                   |
|    | AT   | Radamel Falcao          | 10 février 1986    | 50         | 20   | AS Monaco         |
|    | AT   | Teófilo Gutiérrez       | 28 mai 1985        | 27         | 11   | River Plate       |
|    | AT   | Jackson Martínez        | 3 octobre 1986     | 25         | 8    | FC Porto          |
|    | AT   | Carlos Bacca            | 8 septembre 1986   | 8          | 2    | Séville           |
|    | AT   | Luis Muriel             | 18 avril 1991      | 5          | 1    | Udinese           |

## Compétition

### Premier tour
La Colombie font partie du groupe C de la Coupe du monde de football de 2014, avec la Grèce, la Côte d'Ivoire et le Japon.
|   | Équipe        | Pts | J | G | N | P | Bp | Bc | Diff |
| 1 | Colombie      | 9   | 3 | 3 | 0 | 0 | 9  | 2  | 7    |
| 2 | Grèce         | 4   | 3 | 1 | 1 | 1 | 2  | 4  | -2   |
| 3 | Côte d'Ivoire | 3   | 3 | 1 | 0 | 2 | 4  | 5  | -1   |
| 4 | Japon         | 1   | 3 | 0 | 1 | 2 | 2  | 6  | -4   |

| J 1 | 14 juin 2014 | Colombie      | 3 - 0 | Grèce         |
| J 1 | 14 juin 2014 | Côte d'Ivoire | 2 - 1 | Japon         |
| J 2 | 19 juin 2014 | Colombie      | 2 - 1 | Côte d'Ivoire |
| J 2 | 19 juin 2014 | Japon         | 0 - 0 | Grèce         |
| J 3 | 24 juin 2014 | Japon         | 1 - 4 | Colombie      |
| J 3 | 24 juin 2014 | Grèce         | 2 - 1 | Côte d'Ivoire |

#### Colombie - Grèce
| Match 5                                                  | Colombie                                                        | 3 - 0   | Grèce | Mineirão, Belo Horizonte                                           |                                                                    |
| 14 juin 2014 · 13:00 (UTC-3) · Historique des rencontres | Pablo Armero 5e · Teófilo Gutiérrez 58e · James Rodríguez 90+3e | (1 - 0) |       | Spectateurs : 57 174 · Arbitrage : Mark Geiger · Photos du match · | Spectateurs : 57 174 · Arbitrage : Mark Geiger · Photos du match · |
| 14 juin 2014 · 13:00 (UTC-3) · Historique des rencontres | Rapport                                                         |         |       | Spectateurs : 57 174 · Arbitrage : Mark Geiger · Photos du match · | Spectateurs : 57 174 · Arbitrage : Mark Geiger · Photos du match · |

| Colombie | Grèce |

| COLOMBIE :      |    |                    |  |     |     |
|                 |    |                    |  |     |     |
| Gardien de but  | 1  | David Ospina       |  |     |     |
|                 | 2  | Cristián Zapata    |  |     |     |
|                 | 3  | Mario Yepes        |  |     |     |
|                 | 6  | Carlos Sánchez     |  |     | 26e |
|                 | 7  | Pablo Armero       |  | 74e |     |
|                 | 8  | Abel Aguilar       |  | 69e |     |
|                 | 9  | Teófilo Gutiérrez  |  | 76e |     |
|                 | 10 | James Rodríguez    |  |     |     |
|                 | 11 | Juan Cuadrado      |  |     |     |
|                 | 14 | Victor Ibarbo      |  |     |     |
|                 | 18 | Juan Camilo Zúñiga |  |     |     |
| Remplaçants :   |    |                    |  |     |     |
|                 | 21 | Jackson Martínez   |  | 76e |     |
|                 | 15 | Alexander Mejía    |  | 69e |     |
|                 | 4  | Santiago Arias     |  | 74e |     |
| Sélectionneur : |    |                    |  |     |     |
| José Pékerman   |    |                    |  |     |     |

| GRÈCE :         |    |                           |  |     |     |
|                 |    |                           |  |     |     |
| Gardien de but  | 1  | Oréstis Karnézis          |  |     |     |
|                 | 2  | Ioánnis Maniátis          |  |     |     |
|                 | 4  | Kóstas Manolás            |  |     |     |
|                 | 7  | Yeóryos Samarás           |  |     |     |
|                 | 8  | Panayótis Koné            |  | 78e |     |
|                 | 14 | Dimítris Salpingídis      |  | 57e | 55e |
|                 | 15 | Vasílis Torosídis         |  |     |     |
|                 | 17 | Theofánis Gekas           |  | 64e |     |
|                 | 18 | Sokrátis Papastathópoulos |  |     | 52e |
|                 | 20 | Iosíf Cholévas            |  |     |     |
|                 | 21 | Kóstas Katsouránis        |  |     |     |
| Remplaçants :   |    |                           |  |     |     |
|                 | 9  | Kóstas Mítroglou          |  | 64e |     |
|                 | 10 | Yórgos Karagoúnis         |  | 78e |     |
|                 | 18 | Ioánnis Fetfatzídis       |  | 57e |     |
| Sélectionneur : |    |                           |  |     |     |
| Fernando Santos |    |                           |  |     |     |

| Assistants : Mark Sean Hurd Joe Fletcher Quatrième arbitre : Alireza Faghani Cinquième arbitre : Hassan Kamranifar Homme du Match : James Rodríguez |

#### Colombie - Côte d'Ivoire
| Match 21                                                 | Colombie                                         | 2 - 1   | Côte d'Ivoire | Stade national de Brasilia Mané Garrincha, Brasilia                |                                                                    |
| 19 juin 2014 · 13:00 (UTC-3) · Historique des rencontres | James Rodríguez 64e · Juan Fernando Quintero 70e | (0 - 0) | 73e Gervinho  | Spectateurs : 68 748 · Arbitrage : Howard Webb · Photos du match · | Spectateurs : 68 748 · Arbitrage : Howard Webb · Photos du match · |
| 19 juin 2014 · 13:00 (UTC-3) · Historique des rencontres | Rapport                                          |         |               | Spectateurs : 68 748 · Arbitrage : Howard Webb · Photos du match · | Spectateurs : 68 748 · Arbitrage : Howard Webb · Photos du match · |

| Colombie | Côte d'Ivoire |

| COLOMBIE :      |    |                        |  |     |
|                 |    |                        |  |     |
| Gardien de but  | 1  | David Ospina           |  |     |
|                 | 2  | Cristián Zapata        |  |     |
|                 | 3  | Mario Yepes            |  |     |
|                 | 6  | Carlos Sánchez         |  |     |
|                 | 7  | Pablo Armero           |  | 72e |
|                 | 8  | Abel Aguilar           |  | 79e |
|                 | 9  | Teófilo Gutiérrez      |  |     |
|                 | 10 | James Rodríguez        |  |     |
|                 | 11 | Juan Cuadrado          |  |     |
|                 | 14 | Victor Ibarbo          |  | 53e |
|                 | 18 | Juan Camilo Zúñiga     |  |     |
| Remplaçants :   |    |                        |  |     |
|                 | 20 | Juan Fernando Quintero |  | 53e |
|                 | 4  | Santiago Arias         |  | 72e |
|                 | 15 | Alexander Mejía        |  | 79e |
| Sélectionneur : |    |                        |  |     |
| José Pékerman   |    |                        |  |     |

| CÔTE D'IVOIRE : |    |                     |  |     |     |
|                 |    |                     |  |     |     |
| Gardien de but  | 1  | Boubacar Barry Copa |  |     |     |
|                 | 3  | Arthur Boka         |  |     |     |
|                 | 5  | Didier Zokora       |  |     | 55e |
|                 | 9  | Cheik Tioté         |  |     | 90e |
|                 | 10 | Gervinho            |  |     |     |
|                 | 12 | Wilfried Bony       |  | 60e |     |
|                 | 15 | Max-Alain Gradel    |  | 67e |     |
|                 | 17 | Serge Aurier        |  |     |     |
|                 | 19 | Yaya Touré          |  |     |     |
|                 | 20 | Serey Dié           |  | 73e |     |
|                 | 22 | Sol Bamba           |  |     |     |
| Remplaçants :   |    |                     |  |     |     |
|                 | 11 | Didier Drogba       |  | 60e |     |
|                 | 8  | Salomon Kalou       |  | 67e |     |
|                 | 6  | Mathis Bolly        |  | 73e |     |
| Sélectionneur : |    |                     |  |     |     |
| Sabri Lamouchi  |    |                     |  |     |     |

| Assistants : Michael Mullarkey Darren Cann Quatrième arbitre : Víctor Hugo Carrillo Cinquième arbitre : Rodney Aquino Homme du Match : James Rodríguez |

#### Japon - Colombie
|  |  |  |  |

|  |  |  |  |

|  |  |  |  |

|  |  |  |  |

| JAPON :            |    |                   |  |     |     |
|                    |    |                   |  |     |     |
| Gardien de but     | 1  | Eiji Kawashima    |  |     |     |
|                    | 2  | Atsuto Uchida     |  |     |     |
|                    | 4  | Keisuke Honda     |  |     |     |
|                    | 5  | Yūto Nagatomo     |  |     |     |
|                    | 9  | Shinji Okazaki    |  | 69e |     |
|                    | 10 | Shinji Kagawa     |  | 85e |     |
|                    | 13 | Yoshito Ōkubo     |  |     |     |
|                    | 14 | Toshihiro Aoyama  |  | 62e |     |
|                    | 15 | Yasuyuki Konno    |  |     | 16e |
|                    | 17 | Makoto Hasebe     |  |     |     |
|                    | 22 | Maya Yoshida      |  |     |     |
| Remplaçants :      |    |                   |  |     |     |
|                    | 16 | Hotaru Yamaguchi  |  | 62e |     |
|                    | 11 | Yoichiro Kakitani |  | 69e |     |
|                    | 8  | Hiroshi Kiyotake  |  | 85e |     |
| Sélectionneur :    |    |                   |  |     |     |
| Alberto Zaccheroni |    |                   |  |     |     |

| COLOMBIE :      |    |                        |  |     |     |
|                 |    |                        |  |     |     |
| Gardien de but  | 1  | David Ospina           |  | 85e |     |
|                 | 4  | Santiago Arias         |  |     |     |
|                 | 7  | Pablo Armero           |  |     |     |
|                 | 11 | Juan Cuadrado          |  | 46e |     |
|                 | 13 | Fredy Guarín           |  |     | 63e |
|                 | 15 | Alexander Mejía        |  |     |     |
|                 | 16 | Éder Álvarez Balanta   |  |     |     |
|                 | 19 | Adrián Ramos           |  |     |     |
|                 | 20 | Juan Fernando Quintero |  | 46e |     |
|                 | 21 | Jackson Martínez       |  |     |     |
|                 | 23 | Carlos Valdés          |  |     |     |
| Remplaçants :   |    |                        |  |     |     |
|                 | 5  | Carlos Carbonero       |  | 46e |     |
|                 | 10 | James Rodríguez        |  | 46e |     |
| Gardien de but  | 22 | Faryd Mondragón        |  | 85e |     |
| Sélectionneur : |    |                        |  |     |     |
| José Pékerman   |    |                        |  |     |     |

| Assistants : Bertinho Cunha Tiago Trigo Quatrième arbitre : Roberto Moreno Cinquième arbitre : Eric Boria Homme du match : Jackson Martínez |

### Huitième de finale

#### Colombie - Uruguay
| 28 juin 2014                              | Colombie                | 2 - 0   | Uruguay | Stade Maracanã, Rio de Janeiro                                       |                                                                      |
| 17:00 (UTC-3) · Historique des rencontres | James Rodríguez 28e 50e | (1 - 0) |         | Spectateurs : 73 804 · Arbitrage : Björn Kuipers · Photos du match · | Spectateurs : 73 804 · Arbitrage : Björn Kuipers · Photos du match · |
| 17:00 (UTC-3) · Historique des rencontres | Rapport                 |         |         | Spectateurs : 73 804 · Arbitrage : Björn Kuipers · Photos du match · | Spectateurs : 73 804 · Arbitrage : Björn Kuipers · Photos du match · |

| Colombie | Uruguay |

| Colombie :      |    |                    |  |     |     |
|                 |    |                    |  |     |     |
| Gardien de but  | 1  | David Ospina       |  |     |     |
|                 | 2  | Cristián Zapata    |  |     |     |
|                 | 3  | Mario Yepes        |  |     |     |
|                 | 6  | Carlos Sánchez     |  |     |     |
|                 | 7  | Pablo Armero       |  |     | 78e |
|                 | 8  | Abel Aguilar       |  |     |     |
|                 | 9  | Teófilo Gutiérrez  |  | 68e |     |
|                 | 10 | James Rodríguez    |  | 85e |     |
|                 | 11 | Juan Cuadrado      |  | 81e |     |
|                 | 18 | Juan Camilo Zúñiga |  |     |     |
|                 | 21 | Jackson Martínez   |  |     |     |
| Remplaçants :   |    |                    |  |     |     |
|                 | 15 | Alexander Mejía    |  | 68e |     |
|                 | 13 | Fredy Guarín       |  | 81e |     |
|                 | 19 | Adrián Ramos       |  | 85e |     |
| Sélectionneur : |    |                    |  |     |     |
| José Pékerman   |    |                    |  |     |     |

| Uruguay :       |    |                    |  |     |     |
|                 |    |                    |  |     |     |
| Gardien de but  | 1  | Fernando Muslera   |  |     |     |
|                 | 3  | Diego Godín        |  |     |     |
|                 | 6  | Álvaro Pereira     |  | 53e |     |
|                 | 7  | Cristian Rodríguez |  |     |     |
|                 | 10 | Diego Forlán       |  | 53e |     |
|                 | 13 | Jorge Fucile       |  |     | 55e |
|                 | 16 | Maxi Pereira       |  |     |     |
|                 | 17 | Egidio Arévalo     |  |     |     |
|                 | 20 | Álvaro González    |  | 67e |     |
|                 | 21 | Edinson Cavani     |  |     |     |
|                 | 22 | Martín Cáceres     |  |     |     |
| Remplaçants :   |    |                    |  |     |     |
|                 | 11 | Cristhian Stuani   |  | 53e |     |
|                 | 18 | Gastón Ramírez     |  | 53e |     |
|                 | 8  | Abel Hernández     |  | 67e |     |
|                 | 2  | Diego Lugano       |  |     | 77e |
| Sélectionneur : |    |                    |  |     |     |
| Óscar Tabárez   |    |                    |  |     |     |

| Assistants : Sander van Roekel Erwin Zeinstra Quatrième arbitre : Svein Oddvar Moen Cinquième arbitre : Kim Haglund Homme du Match : James Rodríguez |

### Quart de finale

#### Brésil - Colombie
| 4 juillet 2014                            | Brésil                                 | 2 - 1   | Colombie                   | Stade Governador-Plácido-Castelo, Fortaleza                                    |                                                                                |
| 17:00 (UTC-3) · Historique des rencontres | Thiago Silva 7e · David Luiz 69e (cf.) | (1 - 0) | 80e (pen.) James Rodríguez | Spectateurs : 60 342 · Arbitrage : Carlos Velasco Carballo · Photos du match · | Spectateurs : 60 342 · Arbitrage : Carlos Velasco Carballo · Photos du match · |
| 17:00 (UTC-3) · Historique des rencontres | Rapport                                |         |                            | Spectateurs : 60 342 · Arbitrage : Carlos Velasco Carballo · Photos du match · | Spectateurs : 60 342 · Arbitrage : Carlos Velasco Carballo · Photos du match · |

| Brésil | Colombie |

| Brésil :            |    |              |  |     |     |
|                     |    |              |  |     |     |
| Gardien de but      | 12 | Júlio César  |  |     | 78e |
|                     | 3  | Thiago Silva |  |     | 64e |
|                     | 4  | David Luiz   |  |     |     |
|                     | 5  | Fernandinho  |  |     |     |
|                     | 6  | Marcelo      |  |     |     |
|                     | 7  | Hulk         |  | 83e |     |
|                     | 8  | Paulinho     |  | 86e |     |
|                     | 9  | Fred         |  |     |     |
|                     | 10 | Neymar       |  | 88e |     |
|                     | 11 | Oscar        |  |     |     |
|                     | 23 | Maicon       |  |     |     |
| Remplaçants :       |    |              |  |     |     |
|                     | 16 | Ramires      |  | 83e |     |
|                     | 15 | Henrique     |  | 88e |     |
|                     | 18 | Hernanes     |  | 86e |     |
| Sélectionneur :     |    |              |  |     |     |
| Luiz Felipe Scolari |    |              |  |     |     |

| Colombie :      |    |                        |  |     |     |
|                 |    |                        |  |     |     |
| Gardien de but  | 1  | David Ospina           |  |     |     |
|                 | 2  | Cristián Zapata        |  |     |     |
|                 | 3  | Mario Yepes            |  |     | 69e |
|                 | 6  | Carlos Sánchez         |  |     |     |
|                 | 7  | Pablo Armero           |  |     |     |
|                 | 9  | Teófilo Gutiérrez      |  | 70e |     |
|                 | 10 | James Rodríguez        |  |     | 67e |
|                 | 11 | Juan Cuadrado          |  | 80e |     |
|                 | 13 | Fredy Guarín           |  |     |     |
|                 | 14 | Victor Ibarbo          |  | 46e |     |
|                 | 18 | Juan Camilo Zúñiga     |  |     |     |
| Remplaçants :   |    |                        |  |     |     |
|                 | 17 | Carlos Bacca           |  | 70e |     |
|                 | 20 | Juan Fernando Quintero |  | 80e |     |
|                 | 19 | Adrián Ramos           |  | 46e |     |
| Sélectionneur : |    |                        |  |     |     |
| José Pékerman   |    |                        |  |     |     |

| Assistants : Roberto Alonso Juan Carlos Yuste Quatrième arbitre : Svein Oddvar Moen Cinquième arbitre : Kim Haglund Homme du Match : David Luiz |

## Statistiques

### Temps de jeu
| Joueur                  |          |          |          |          | TT       | But inscrit | MJ       | MT       | Légende |
| ----------------------- | -------- | -------- | -------- | -------- | -------- | ----------- | -------- | -------- | --- |
| Gardiens                | Gardiens | Gardiens | Gardiens | Gardiens | Gardiens | Gardiens    | Gardiens | Gardiens | Abréviations et symboles : · TT : Total de minutes jouées · MJ : Nombre de matchs joués · MT : Matchs joués en tant que titulaire · : but · : joueur entré · : joueur remplacé · : capitaine · : carton jaune · : carton rouge |
| Faryd Mondragón         |          |          |          |          |          |             |          |          | Abréviations et symboles : · TT : Total de minutes jouées · MJ : Nombre de matchs joués · MT : Matchs joués en tant que titulaire · : but · : joueur entré · : joueur remplacé · : capitaine · : carton jaune · : carton rouge |
| David Ospina            | 95       |          |          |          |          |             |          |          | Abréviations et symboles : · TT : Total de minutes jouées · MJ : Nombre de matchs joués · MT : Matchs joués en tant que titulaire · : but · : joueur entré · : joueur remplacé · : capitaine · : carton jaune · : carton rouge |
| Camilo Vargas           |          |          |          |          |          |             |          |          | Abréviations et symboles : · TT : Total de minutes jouées · MJ : Nombre de matchs joués · MT : Matchs joués en tant que titulaire · : but · : joueur entré · : joueur remplacé · : capitaine · : carton jaune · : carton rouge |
| Défenseurs              |          |          |          |          |          |             |          |          | Abréviations et symboles : · TT : Total de minutes jouées · MJ : Nombre de matchs joués · MT : Matchs joués en tant que titulaire · : but · : joueur entré · : joueur remplacé · : capitaine · : carton jaune · : carton rouge |
| Mario Yepes             |          |          |          |          |          |             |          |          | Abréviations et symboles : · TT : Total de minutes jouées · MJ : Nombre de matchs joués · MT : Matchs joués en tant que titulaire · : but · : joueur entré · : joueur remplacé · : capitaine · : carton jaune · : carton rouge |
| Juan Camilo Zúñiga      |          |          |          |          |          |             |          |          | Abréviations et symboles : · TT : Total de minutes jouées · MJ : Nombre de matchs joués · MT : Matchs joués en tant que titulaire · : but · : joueur entré · : joueur remplacé · : capitaine · : carton jaune · : carton rouge |
| Pablo Armero            |          |          |          |          |          |             |          |          | Abréviations et symboles : · TT : Total de minutes jouées · MJ : Nombre de matchs joués · MT : Matchs joués en tant que titulaire · : but · : joueur entré · : joueur remplacé · : capitaine · : carton jaune · : carton rouge |
| Cristián Zapata         |          |          |          |          |          |             |          |          | Abréviations et symboles : · TT : Total de minutes jouées · MJ : Nombre de matchs joués · MT : Matchs joués en tant que titulaire · : but · : joueur entré · : joueur remplacé · : capitaine · : carton jaune · : carton rouge |
| Santiago Arias          |          |          |          |          |          |             |          |          | Abréviations et symboles : · TT : Total de minutes jouées · MJ : Nombre de matchs joués · MT : Matchs joués en tant que titulaire · : but · : joueur entré · : joueur remplacé · : capitaine · : carton jaune · : carton rouge |
| Éder Álvarez Balanta    |          |          |          |          |          |             |          |          | Abréviations et symboles : · TT : Total de minutes jouées · MJ : Nombre de matchs joués · MT : Matchs joués en tant que titulaire · : but · : joueur entré · : joueur remplacé · : capitaine · : carton jaune · : carton rouge |
| Carlos Valdés           |          |          |          |          |          |             |          |          | Abréviations et symboles : · TT : Total de minutes jouées · MJ : Nombre de matchs joués · MT : Matchs joués en tant que titulaire · : but · : joueur entré · : joueur remplacé · : capitaine · : carton jaune · : carton rouge |
| Milieux                 |          |          |          |          |          |             |          |          | Abréviations et symboles : · TT : Total de minutes jouées · MJ : Nombre de matchs joués · MT : Matchs joués en tant que titulaire · : but · : joueur entré · : joueur remplacé · : capitaine · : carton jaune · : carton rouge |
| Fredy Guarín            |          |          |          |          |          |             |          |          | Abréviations et symboles : · TT : Total de minutes jouées · MJ : Nombre de matchs joués · MT : Matchs joués en tant que titulaire · : but · : joueur entré · : joueur remplacé · : capitaine · : carton jaune · : carton rouge |
| Abel Aguilar            |          |          |          |          |          |             |          |          | Abréviations et symboles : · TT : Total de minutes jouées · MJ : Nombre de matchs joués · MT : Matchs joués en tant que titulaire · : but · : joueur entré · : joueur remplacé · : capitaine · : carton jaune · : carton rouge |
| Carlos Sánchez          |          |          |          |          |          |             |          |          | Abréviations et symboles : · TT : Total de minutes jouées · MJ : Nombre de matchs joués · MT : Matchs joués en tant que titulaire · : but · : joueur entré · : joueur remplacé · : capitaine · : carton jaune · : carton rouge |
| Aldo Leão Ramírez       |          |          |          |          |          |             |          |          | Abréviations et symboles : · TT : Total de minutes jouées · MJ : Nombre de matchs joués · MT : Matchs joués en tant que titulaire · : but · : joueur entré · : joueur remplacé · : capitaine · : carton jaune · : carton rouge |
| Juan Guillermo Cuadrado |          |          |          |          |          |             |          |          | Abréviations et symboles : · TT : Total de minutes jouées · MJ : Nombre de matchs joués · MT : Matchs joués en tant que titulaire · : but · : joueur entré · : joueur remplacé · : capitaine · : carton jaune · : carton rouge |
| James Rodríguez         | 95       | 96       | 48       | 85       | 324      | 5           | 4        | 3        | Abréviations et symboles : · TT : Total de minutes jouées · MJ : Nombre de matchs joués · MT : Matchs joués en tant que titulaire · : but · : joueur entré · : joueur remplacé · : capitaine · : carton jaune · : carton rouge |
| Alexander Mejía         |          |          |          |          |          |             |          |          | Abréviations et symboles : · TT : Total de minutes jouées · MJ : Nombre de matchs joués · MT : Matchs joués en tant que titulaire · : but · : joueur entré · : joueur remplacé · : capitaine · : carton jaune · : carton rouge |
| Juan Fernando Quintero  |          |          |          |          |          |             |          |          | Abréviations et symboles : · TT : Total de minutes jouées · MJ : Nombre de matchs joués · MT : Matchs joués en tant que titulaire · : but · : joueur entré · : joueur remplacé · : capitaine · : carton jaune · : carton rouge |
| Attaquants              |          |          |          |          |          |             |          |          | Abréviations et symboles : · TT : Total de minutes jouées · MJ : Nombre de matchs joués · MT : Matchs joués en tant que titulaire · : but · : joueur entré · : joueur remplacé · : capitaine · : carton jaune · : carton rouge |
| Teófilo Gutiérrez       |          |          |          |          |          |             |          |          | Abréviations et symboles : · TT : Total de minutes jouées · MJ : Nombre de matchs joués · MT : Matchs joués en tant que titulaire · : but · : joueur entré · : joueur remplacé · : capitaine · : carton jaune · : carton rouge |
| Jackson Martínez        |          |          |          |          | 194      | 2           |          |          | Abréviations et symboles : · TT : Total de minutes jouées · MJ : Nombre de matchs joués · MT : Matchs joués en tant que titulaire · : but · : joueur entré · : joueur remplacé · : capitaine · : carton jaune · : carton rouge |
| Adrián Ramos            |          |          |          |          |          |             |          |          | Abréviations et symboles : · TT : Total de minutes jouées · MJ : Nombre de matchs joués · MT : Matchs joués en tant que titulaire · : but · : joueur entré · : joueur remplacé · : capitaine · : carton jaune · : carton rouge |
| Carlos Bacca            |          |          |          |          |          |             |          |          | Abréviations et symboles : · TT : Total de minutes jouées · MJ : Nombre de matchs joués · MT : Matchs joués en tant que titulaire · : but · : joueur entré · : joueur remplacé · : capitaine · : carton jaune · : carton rouge |
| Victor Ibarbo           |          |          |          |          |          |             |          |          | Abréviations et symboles : · TT : Total de minutes jouées · MJ : Nombre de matchs joués · MT : Matchs joués en tant que titulaire · : but · : joueur entré · : joueur remplacé · : capitaine · : carton jaune · : carton rouge |

| Buts | Joueurs | Adversaires |
| ---- | ------- | ----------- |
|      |         |             |
|      |         |             |

| Buts | Joueurs | Adversaires |
| ---- | ------- | ----------- |
|      |         |             |
|      |         |             |